# Maria Rita de Almeida Toledo
Maria Rita de Almeida Toledo (Campo Belo, São Paulo, 6 de agosto de 1968 – São Paulo, 27 de junho de 2024) foi uma historiadora e professora Livre Docente do Departamento de História da Universidade Federal de São Paulo (Unifesp), dedicada aos estudos nas áreas da História Cultural, História da Educação, História do Livro e da Edição no Brasil. Autora vencedora do 53º Prêmio Jabuti, na categoria Comunicação, com o livro “Impresso no Brasil – Dois séculos de livros brasileiros”, organizado por Aníbal Bragança e Marcia Abreu. Tornou-se a principal responsável pela criação do Centro de Memória e Pesquisa Histórica (CMPH), criando o arquivo editorial da Companhia Editora Nacional, que é um tipo de arquivo raro no Brasil e no mundo.

## Biografia
A historiadora e professora Maria Rita de Almeida Toledo formou-se em Licenciatura e Bacharelado em História pela Universidade de São Paulo (USP), mestrado e doutorado em Educação: História, Política, Sociedade (EHPS) pela Pontifícia Universidade Católica de São Paulo (PUC-São Paulo), sendo nesta última formação contemplada com o estágio de pesquisa com Bolsa Sanduíche para Ecole des Hautes Études en Sciences Sociales (EHESS), sob o financiamento da Coordenação de Aperfeiçoamento de Pessoal de Nível Superior (Capes) e supervisão do historiador francês Jean Hebrard. Entre 2019 e 2020, desenvolveu seu projeto de Pós-Doutorado na Universidade Estadual Paulista Júlio de Mesquita Filho (Unesp).

A professora Maria Rita construiu uma trajetória profissional baseada na competência intelectual e formação de novos professores de História. Noticiou o Jornal da PUC-SP:
Dada a sua excelente trajetória acadêmica, assim que se doutorou foi incorporada ao programa, tendo nele permanecido como professora permanente de 2001 a 2009. Maíta sempre foi uma pesquisadora atuante, com investigações voltadas aos trabalhos de intelectuais da educação, impressos diversos e aos aspectos políticos e culturais das reformas pedagógicas. Ressaltamos sua convivência, feliz com a vida, entre seus colegas de trabalho, constantemente marcada pela colaboração e preocupação com o grupo. A pesquisa em educação perde uma brilhante e íntegra referência nos estudos da História da Educação brasileira.
Colaborou como professora do Programa de Pós-Graduação em Educação: História, Política, Sociedade da PUC-SP, no qual orientou diversos trabalhos de doutorado e mestrado, sendo que também trabalhou como Auxiliar de Pesquisa na mesma instituição.
Em 2009, ingressou no corpo docente do curso de História da Unifesp, no qual assumiu a função de Chefe de Departamento por diversas vezes e atuou para a consolidação dos cursos de Graduação, Pós-Graduação (Mestrado e Doutorado) e ProfHistória.
Entusiasta do ensino e da pesquisa de excelência no país, atuou no fortalecimento das ciências não apenas formando novos pesquisadores e professores para as universidades e escolas públicas e particulares, mas também na formulação de pareceres técnicos para projetos de pesquisa de Mestrado, Doutorado e Iniciação Científica (IC) da Fundação de Amparo à Pesquisa do Estado de São Paulo (FAPESP) e Conselho Nacional de Desenvolvimento Científico e Tecnológico (CNPq).
A notícia sobre o falecimento da professora Maria Rita foi anunciada e repostada com profundo pesar pelos colegas da Unifesp e demais Instituições de Ensino Superior (IES), Associação Nacional de História (ANPUH), alunos do cursos de Graduação e Pós-Graduação e ex-orientandos.

## Obras destacadas

### Livros
- Coleção Atualidades Pedagógicas: do projeto político ao projeto editorial (1931-1981), 1. ed., São Paulo, Edusp, 2020.
- Golpes na história e na escola, 1. ed., São Paulo, Cortez, 2017. (Coautoria com André Roberto de A. Machado).
- Coleções autorais, traduções e circulação: ensaios sobre geografia cultural da edição (1930-1980), Novas Edições Acadêmicas, Londres, 2021.

### Capítulos
- Fast news: A educação como acontecimento na revista Escola (1971-1973), In: Ana Clara B. Nery, José Gondra (org.), Imprensa Pedagógica na Ibero-América: local, nacional e transnacional, 1. ed., São Paulo, Alameda Casa Editora, 2018.
- Le projet politico-culturel de la Colletion 'Atualidades Pedagógicas', In: Eliana Dutra, Jean-Yves Mollier (org.), L'imprimé gans la construction de la vie politique, 1. ed., Rennes, Presse Universitaires de Rennes, 2015.
- Mikhail Bakhtin: itinerário de formação, linguagem e política, In: Luciano Mendes de Faria Filho (org.), Pensadores Sociais e História da Educação, 3. ed., Belo Horizonte, Autêntica, 2011.
- A Companhia Editora Nacional e a política de editar coleções (1925-1980): entre a formação do leitor e o mercado de livros, In: Márcia Abreu, Anibal Bragança (org.), O Impresso no Brasil, 1. ed., São Paulo, Unesp, 2010.
- Circulação e apropriação de modelos de leitura para professores no Brasil e em Portugal: edições pedagógicas da Companhia Editora Nacional nas bibliotecas portuguesas, In: Marta Carvalho, Joaquim Pintassilgo (org.), Modelos culturais, saberes pedagógicos e instituições educacionais: Portugal e Brasil, histórias conectadas, 1. ed., São Paulo, Edusp; Fapesp, 2010.
- O projeto político-cultural da Coleção Atualidades Pedagógicas, In: Dutra, Eliana de Freitas, Mollier, Jean Yves (org.), Política, Nação e Edição: o lugar dos impressos na construção da vida política. Brasil, Europa e Américas no séculos XVIII-XX, 1. ed., São Paulo, AnnaBlumme, 2006.

## Atuação em periódicos científicos
- Revista Nordestina de História do Brasil
- Revista Brasileira de História da Educação
- Revista de Educação PUC-Campinas
- Olh@res - Revista Eletrônica do Departamento de Educação da UNIFESP
- História da Historiografia